# Fred Koetter
Fred Koetter (Great Falls, 12 aprile 1938 – Boston, 21 agosto 2017) è stato un architetto e urbanista statunitense, docente e teorico dell'urbanistica e della progettazione urbana.

## Biografia
Ha conseguito la laurea in Architettura presso l'Università dell'Oregon nel 1962 e nel 1966 il Master in Architettura presso la Cornell University, dove aveva stretto amicizia con il teorico dell'architettura Colin Rowe. Nel 1978 i due avevano scritto e pubblicato il saggio sempre rilevante Collage City.
Koetter ha poi insegnato alla Cornell University, all'Università del Kentucky, alla Yale University e all'Università di Harvard. 
Mentre si trovava a Ithaca, con Jerry Wells, aveva formato lo studio Wells/Koetter.
Nel 1978 a Boston ha cofondato con Susie Kim lo studio "Koetter, Kim and Associates, Inc".  Nel 1988, Koetter ha fondato l'ufficio londinese dello studio "Koetter, Kim and Associates Ltd", che ha operato dal 1989 al 1995. A Londra, è stato il principale architetto di progettazione urbana per Canary Wharf nella East London.
Ampiamente pubblicato ed esposto, lo studio di Koetter è stato premiato con Progressive Architecture Design Awards. , nonché i premi d'onore nazionali dell'American Institute of Architects per il suo lavoro al Miller Park di Chattanooga, nel Tennessee, e alla Firestone Library della Princeton University.

## Riconoscimenti e premi dello studio Koetter Kim and Associates
- 2010, l'AIA Academy of Architecture for Justice Merit Award for Architectural Design,  per il tribunale degli Stati Uniti a Rockford, Illinois;
- 2005, Willo von Moltke Award per il design urbano della Boston Society of Architects, per l'East Bayfront, Toronto, Canada;
- 1999 il City of Dallas Urban Design Award, per il Dallas Victory District Plan.[2]
- 1988 Harleston Parker Award per "l'edificio più bello di Boston", la sede mondiale della Codex Corporation (ora Meditech) a Canton, Massachusetts[2]

## Pubblicazioni
- The Corporate Villa [Design Quarterly 135], Walker Art Center, Minneapolis (1986)
- - con Colin Rowe, Collage City (1978) - ISBN 9780262680424 ISBN 0262680424 (trad. it. Collage city, 1981)
- - con Edward Mitchell, Aniket Shahane,Common Wealth, ed. Yale School of Architecture (2016) ISBN 1945150238 ISBN 9781945150234
- con Fred und Susie Kim, Koetter Kim & Associates: Place/Time, New York: Rizzoli, (1997) ISBN 0847820513 ISBN 9780847820511